# Selección de fútbol de Yemen del Sur
La Selección de fútbol de Yemen del Sur fue el equipo representativo de la República Democrática Popular del Yemen entre 1965 y 1989, participó en la Copa Asiática 1976 donde disputó dos partidos contra Irán e Irak perdiendo ambos con resultados de 0:8 (Irán) y 0:1 (Irak). El equipo dejó de existir en 1990 cuando Yemen del Sur se unió a Yemen del Norte formando así la República de Yemen.

## Estadísticas

### Copa Mundial de Fútbol
| Copa Mundial de Fútbol | Copa Mundial de Fútbol | Copa Mundial de Fútbol | Copa Mundial de Fútbol | Copa Mundial de Fútbol | Copa Mundial de Fútbol | Copa Mundial de Fútbol | Copa Mundial de Fútbol |
| Año                    | Ronda                  | J                      | G                      | E                      | P                      | GF                     | GC                     |
| Como Colonia de Adén   | Como Colonia de Adén   | Como Colonia de Adén   | Como Colonia de Adén   | Como Colonia de Adén   | Como Colonia de Adén   | Como Colonia de Adén   | Como Colonia de Adén   |
| ---------------------- | ---------------------- | ---------------------- | ---------------------- | ---------------------- | ---------------------- | ---------------------- | ---------------------- |
| 1966                   | No participó           | No participó           | No participó           | No participó           | No participó           | No participó           | No participó           |
| Como Yemen del Sur     |                        |                        |                        |                        |                        |                        |                        |
| 1970                   | No participó           | No participó           | No participó           | No participó           | No participó           | No participó           | No participó           |
| 1974                   | No participó           | No participó           | No participó           | No participó           | No participó           | No participó           | No participó           |
| 1978                   | No participó           | No participó           | No participó           | No participó           | No participó           | No participó           | No participó           |
| 1982                   | No participó           | No participó           | No participó           | No participó           | No participó           | No participó           | No participó           |
| 1986                   | No clasificó           | No clasificó           | No clasificó           | No clasificó           | No clasificó           | No clasificó           | No clasificó           |
| 1990                   | Se retiró              | Se retiró              | Se retiró              | Se retiró              | Se retiró              | Se retiró              | Se retiró              |
| Total                  | 0/7                    | -                      | -                      | -                      | -                      | -                      | -                      |

### Copa Asiática
| Copa Asiática      | Copa Asiática      | Copa Asiática      | Copa Asiática      | Copa Asiática      | Copa Asiática      | Copa Asiática      | Copa Asiática      |
| Año                | Ronda              | J                  | G                  | E                  | P                  | GF                 | GC                 |
| Como Yemen del Sur | Como Yemen del Sur | Como Yemen del Sur | Como Yemen del Sur | Como Yemen del Sur | Como Yemen del Sur | Como Yemen del Sur | Como Yemen del Sur |
| ------------------ | ------------------ | ------------------ | ------------------ | ------------------ | ------------------ | ------------------ | ------------------ |
| 1968               | No participó       | No participó       | No participó       | No participó       | No participó       | No participó       | No participó       |
| 1972               | No participó       | No participó       | No participó       | No participó       | No participó       | No participó       | No participó       |
| 1976               | Fase de grupos     | 2                  | 0                  | 0                  | 2                  | 0                  | 9                  |
| 1980               | Se retiró          | Se retiró          | Se retiró          | Se retiró          | Se retiró          | Se retiró          | Se retiró          |
| 1984               | Se retiró          | Se retiró          | Se retiró          | Se retiró          | Se retiró          | Se retiró          | Se retiró          |
| 1988               | No clasificó       | No clasificó       | No clasificó       | No clasificó       | No clasificó       | No clasificó       | No clasificó       |
| Total              | 1/6                | 2                  | 0                  | 0                  | 2                  | 0                  | 9                  |

## Juegos Asiáticos
| Asian Games | Asian Games    | Asian Games  | Asian Games  | Asian Games  | Asian Games  | Asian Games  | Asian Games  | Asian Games  |
| Año         | Resultado      | J            | G            | E            | P            | GF           | GC           |              |
| ----------- | -------------- | ------------ | ------------ | ------------ | ------------ | ------------ | ------------ | ------------ |
| 1951        | No participó   | No participó | No participó | No participó | No participó | No participó | No participó | No participó |
| 1954        | No participó   | No participó | No participó | No participó | No participó | No participó | No participó | No participó |
| 1958        | No participó   | No participó | No participó | No participó | No participó | No participó | No participó | No participó |
| 1962        | No participó   | No participó | No participó | No participó | No participó | No participó | No participó | No participó |
| 1966        | No participó   | No participó | No participó | No participó | No participó | No participó | No participó | No participó |
| 1970        | No participó   | No participó | No participó | No participó | No participó | No participó | No participó | No participó |
| 1974        | No participó   | No participó | No participó | No participó | No participó | No participó | No participó | No participó |
| 1978        | No participó   | No participó | No participó | No participó | No participó | No participó | No participó | No participó |
| 1982        | Fase de grupos | 3            | 0            | 0            | 3            | +1           | –8           |              |
| 1986        | No participó   | No participó | No participó | No participó | No participó | No participó | No participó | No participó |
| Total       | 1/10           | 3            | 0            | 0            | 3            | +1           | –8           |              |

## Entrenadores
- Nasr Chadli (1972)[2]
- Ali Mohsen Al-Moraisi (1975–1976)
- Abbas Ghulam (1982–?)
- Timur Segizbaev (1982–1985)[3]
- Azzam Khalifa (? – marzo 1985)[4]
- Abdullah Saleh Khobani(abril 1985–?)[5]
- Awad Awadan (1986–?)
- Abbas Ghulam (1988)
- Mubarak Qadhi (1989)[1]

## Récord ante otras selecciones
Positivo
     Neutral
     Negativo
| País                   | J  | G | E | P  | GF | GC  | GD  |
| ---------------------- | -- | - | - | -- | -- | --- | --- |
| Argelia                | 2  | 0 | 0 | 2  | 2  | 19  | -17 |
| Baréin                 | 3  | 0 | 1 | 2  | 4  | 9   | -5  |
| Yibuti                 | 1  | 0 | 0 | 1  | 1  | 4   | -3  |
| Egipto                 | 2  | 0 | 0 | 2  | 0  | 19  | -19 |
| Etiopía                | 1  | 0 | 1 | 0  | 1  | 1   | 0   |
| Guinea                 | 1  | 1 | 0 | 0  | 1  | 0   | 1   |
| Indonesia              | 1  | 0 | 0 | 1  | 0  | 1   | -1  |
| Irán                   | 3  | 0 | 0 | 3  | 0  | 12  | -12 |
| Irak                   | 5  | 0 | 0 | 5  | 2  | 18  | -16 |
| Japón                  | 1  | 0 | 0 | 1  | 1  | 3   | -2  |
| Jordania               | 2  | 1 | 0 | 1  | 4  | 4   | 0   |
| Kuwait                 | 1  | 0 | 0 | 1  | 1  | 5   | -4  |
| Líbano                 | 1  | 0 | 0 | 1  | 3  | 4   | -1  |
| Libia                  | 1  | 0 | 0 | 1  | 0  | 10  | -10 |
| Mauritania             | 1  | 1 | 0 | 0  | 2  | 0   | 2   |
| Marruecos              | 1  | 0 | 0 | 1  | 0  | 4   | -4  |
| Palestina              | 3  | 1 | 1 | 1  | 2  | 2   | 0   |
| Catar                  | 1  | 1 | 0 | 0  | 2  | 1   | 1   |
| Arabia Saudita         | 2  | 2 | 0 | 0  | 2  | 0   | 2   |
| Corea del Sur          | 2  | 0 | 1 | 1  | 1  | 4   | -3  |
| Siria                  | 3  | 1 | 0 | 2  | 3  | 4   | -1  |
| Emiratos Árabes Unidos | 1  | 0 | 1 | 0  | 0  | 0   | 0   |
| Totals                 | 39 | 8 | 5 | 26 | 32 | 124 | -92 |